# Военный ныряльщик
«Военный ныряльщик» (англ. Men of Honor — «Люди чести») — биографический фильм режиссёра Джорджа Тиллмана-мл. о жизни унтер-офицера военно-морского флота США Карла Брашира — первого афроамериканца среди выпускников военно-морской школы водолазов и спасателей. Главные роли исполнили Кьюба Гудинг-мл., Роберт Де Ниро, Шарлиз Терон и Онжаню Эллис.
Мировая премьера состоялась 10 ноября 2000 года.
При дублировании фильма для проката в России воинские звания ВМС США были заменены на их советские/российские аналоги. Так, герой Де Ниро в русскоязычном дубляже носит звание «старший мичман», отсутствующее в американском флоте.

## Сюжет
1948 год. Сын издольщика Карл Брашир поступает на службу на флот. Он узнаёт от товарищей, что афроамериканцы могут служить только на камбузе и денщиками офицеров. В один жаркий день он нарушает запрет и идёт купаться в открытом море, хотя чернокожие могут купаться только по вторникам. Уплывая от погнавшегося за ним матроса, он побивает рекорд команды корабля по скорости. Капитан корабля Пуллман выпускает Брошира с гауптвахты и переводит его в поисково-спасательную службу. В ходе аварии вертолёта Брашир становится свидетелем подвига водолаза мастера чиф-петти-офицера Санди, бросившегося на помощь упавшему в море товарищу, несмотря на прямой запрет своего командира Хенкса. Санди не прошёл декомпрессию и новое погружение представляло для него неминуемую угрозу здоровью, если не жизни. Впечатлённый, Карл выпрашивает у капитана рекомендацию для поступления в школу подготовки водолазов. Санди узнаёт от врача, что повредил лёгкие и не сможет больше работать на глубине. Он выходит из себя и устраивает дебош. Его отстраняют от водолазной службы и переводят инструктором в ту же школу.
В школе Брашира встречают враждебно. Единственного матроса, оставшегося ночевать с ним в одной казарме, отстраняют от учёбы. Брашир упорно занимается, по выходным отправляется в общественную библиотеку. Библиотекарша Джо соглашается заниматься с ним и в дальнейшем становится его женой. В ходе погружения на затонувшее судно Брашир, рискуя жизнью, спасает курсанта, но командование награждает не его, а струсившего напарника. Начальник школы не может допустить мысли, что афроамериканец станет водолазом, и приказывает Санди срезать Брашира на выпускном экзамене — сборке узла под водой. Санди, вынужденный подчиниться приказу, разрезает мешок с инструментами и запчастями,  рассыпая их по дну реки. Брашир не сдаётся и девять часов разыскивает все детали в темноте, в холодной воде, и собирает узел. Санди аттестовывает его, в отместку начальник школы увольняет инструктора.
Брашир двигается по служебной лестнице. В ходе поисков затонувшей водородной бомбы он едва не попадает под винт подошедшей советской подлодки, но в итоге находит бомбу. Во время подъёма бомбы он получает тяжёлую травму ноги, командование собирается комиссовать его. Он просит ампутировать повреждённую часть ноги и через три месяца переаттестовать его на водолаза. Неожиданно ему на помощь приходит Санди, разжалованный в чиф-петти-офицеры. Капитан Хенкс, ставший начальником кадровой службы флота, собирает комиссию. Он требует от Брашира надеть новый водолазный костюм, встать и пройти двенадцать шагов, согласно инструкции, которую сам же и составил. Благодаря поддержке Санди Брашир справляется с заданием и посрамляет Хенкса, которому приходится переаттестовать Карла в водолазы.

## В ролях
| Актёр            | Роль                 |
| ---------------- | -------------------- |
| Кьюба Гудинг-мл. | Карл Брашир          |
| Роберт Де Ниро   | Лесли (Билли) Сандей |
| Шарлиз Терон     | Гвен Сандей          |
| Онжаню Эллис     | Джо                  |
| Хэл Холбрук      | Адмирал Паппи        |
| Майкл Рапапорт   | Сноуилл              |
| Пауэрс Бут       | капитан Пуллман      |
| Дэвид Кит        | капитан Хартиган     |
| Холт Маккэллэни  | Дилан Рурк           |
| Дэвид Конрад     | Хэнкс                |
| Карл Ламбли      | Мак Брашир           |
| Лонетт Макки     | Элла Брашир          |
| Дьюли Хилл       | Рэд Тэйл             |
| Глинн Тёрмен     | шеф Флойд            |

## Награды и номинации
В 2001 году Роберт де Ниро был номинирован за роль Лесли Санди на премию «Спутник» как лучший актёр второго плана, Кьюба Гудинг-младший и Онжаню Эллис получили номинации на премию Image Awards как лучший актёр и лучшая актриса второго плана, а картина была номинирована в категории «Лучший фильм». Саундтрек фильма в 2002 году был номинирован на «Грэмми» в категории «Лучший саундтрек», а песня «Win» Брендона Барнса и Брайана МакНайта была номинирована в категории «Лучшая песня для кинофильма».